# メンソレータム (企業)

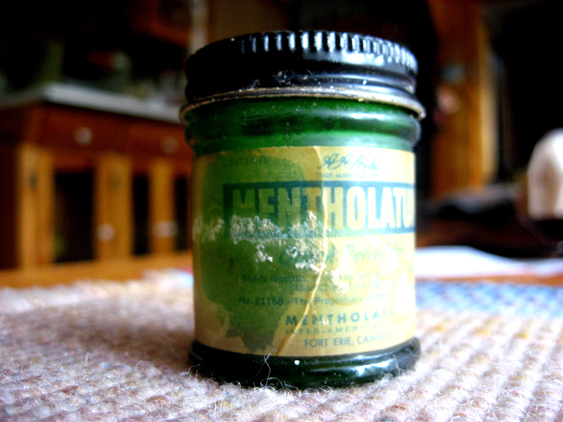
AAハイド・メンソレータム軟膏の古い瓶

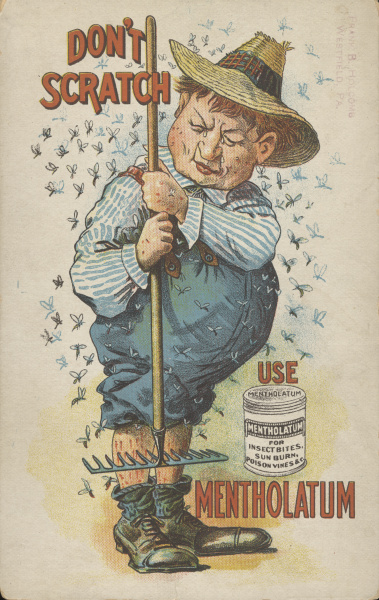
メンソレータム軟膏の宣伝用のトレーディングカード（1900年頃）

メンソレータム・カンパニー (The Mentholatum Company, Inc.) は、アメリカ合衆国に本社を置くヘルスケア製品メーカーである。1889年にアルバート・アレクサンダー・ハイド (Albert Alexander Hyde) が創業し、1988年に日本のロート製薬が買収した。「メンソレータム」軟膏などで知られる。ニューヨーク州バッファローにあるメンソレータムビルは、2017年にアメリカ合衆国国家歴史登録財に登録された。

## 歴史

### 創業（1889年 - 1935年）
不動産業者のアルバート・アレクサンダー・ハイドは、不動産市場の崩壊に伴い1889年に不動産業から撤退し、カンザス州ウィチタでシェービングクリーム、ランドリーソープ、トイレットソープを製造して販売する新しいパートナーシップ「ユッカ・カンパニー」(The Yucca Company) を設立した。ユッカ社はのちにメンソレータム社となる。ユッカ社は樟脳とメントールをブレンドした咳止めシロップ"Vest Pocket Cough Specific"の製造を開始し、ハイドはメントールの鎮静作用と抗炎症作用に興味を持った。4年間の研究と実験を経て、1894年12月にメントールとワセリンを配合した「メンソレータム軟膏」を発売した。この製品は大成功を収め、1903年にハイドは、ミシシッピ川以東の販売と流通を担当するための第2事務所をニューヨーク州バッファローに開設した。1906年にユッカ社は、主力商品にちなんだ「メンソレータム・カンパニー」(The Mentholatum Company) として正式に法人化し、それまで行っていた石鹸の販売を中止した。1909年にウィチタに新工場、1919年にバッファローに第2工場を建設した。ハイドの死後1935年にウィチタ工場を閉鎖し、本社は1937年にデラウェア州ウィルミントンへ、1945年にバッファローへそれぞれ移転した。

### 日本進出と買収（1913年-1988年）
アメリカ出身の宣教師ウィリアム・メレル・ヴォーリズがメンソレータム社の製品を日本で広めた。1913年にメンソレータムの販売権を得たヴォーリズは、日本で近江セールズ社を設立して1920年から「メンソレータム」を輸入して販売した。
中国では1930年代から「面速力達」や「面速力達母」と表記した。
1974年に近江兄弟社は事実上倒産し、日本におけるメンソレータムの製造・販売権をメンソレータム社に返還した。1975年8月に大阪のロート製薬が「メンソレータム」の商標権を取得して「メンソレータム軟膏」「メンソレータム薬用リップスティック」を発売する。ロート製薬は1988年にアメリカのメンソレータム社を買収した。

### 国際展開（1988年 - 1999年）
1991年10月に中国の広東省中山市で、合弁会社としてメンソレータム中山製薬 (The Mentholatum Zhongshan Pharmaceuticals) を設立し、中国展開の本部とした。1996年5月に中国でメンソレータムブランドで目薬の現地生産と販売を開始した。1996年9月にインドネシアにP.T.ロート研究所、12月に東京支社を新設した。
1998年に本社をニューヨーク州オーチャードパークへ移転した。

### 21世紀
メンソレータム社は、2005年現在で世界130か国以上で製品を販売している。2005年12月にグラクソ・スミスクライン社からスキンケア製品のOXY（オキシー）ブランドを買収した。2005年11月30日にチャッテム社からペーハーアイソダーム(pHisoderm)ブランドを960万ドルで買収した。

### メンソレータム・カンパニー・ビル
メンソレータム・カンパニー・ビルは、ニューヨーク州バッファローにある歴史的なビルで、1919年に建てられた鉄筋コンクリート4階建ての工場建築物である。1947年に1階建てのガレージと荷捌き場が増築され、1966年に拡張された。メンソレータム社は1997年までこのビルで営業していた。このビルは集合住宅「ザ・メンソレータム」として再開発されている。

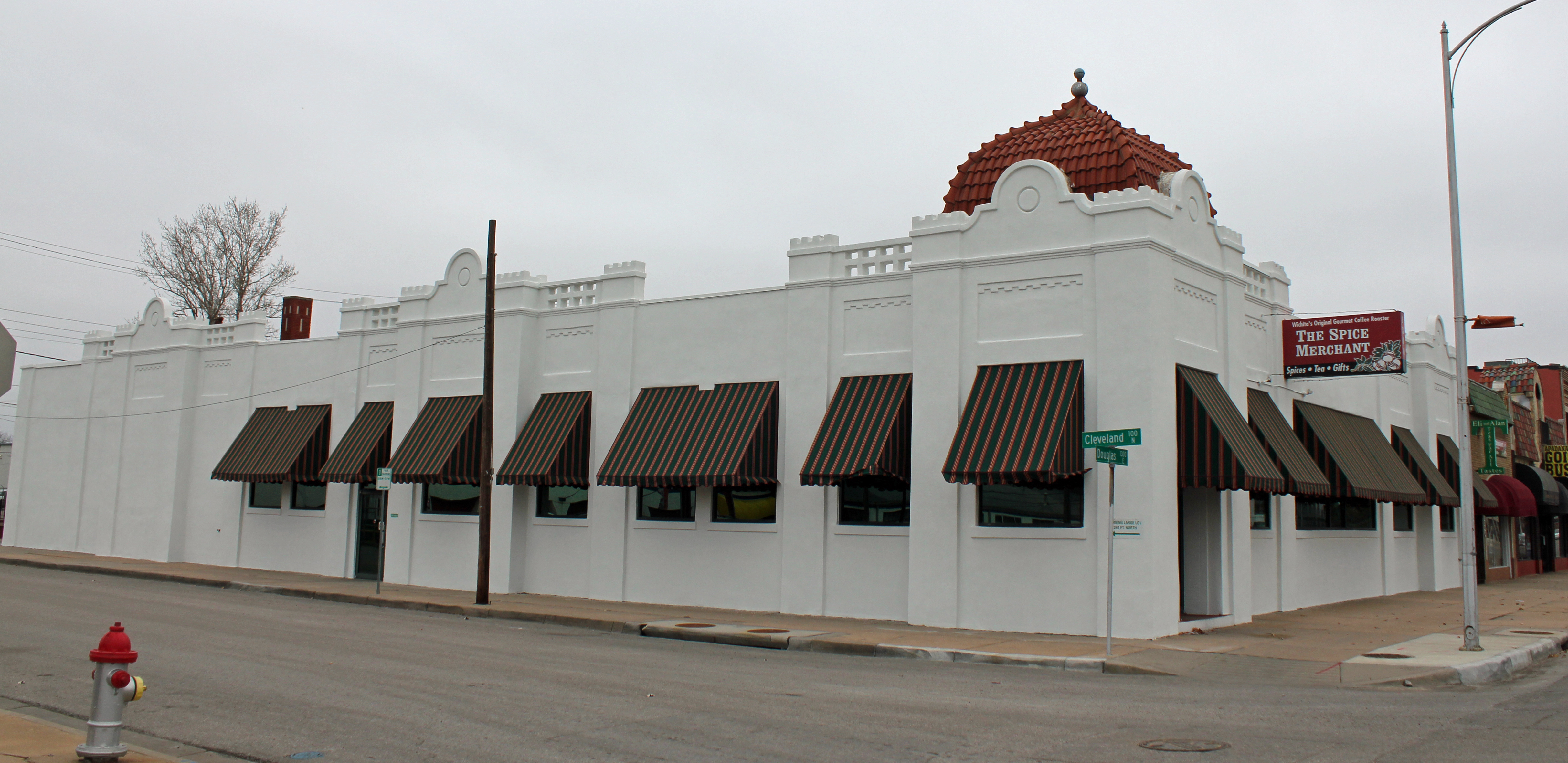
ウィチタのメンソレータム・カンパニー・ビル

カンザス州ウィチタのイースト・ダグラス1300番地にあるメンソレータム・カンパニー・ビルも国家歴史登録財に登録されている。1908年にウィチタの建築家U・G・チャールズが設計し、ワースター建設が建設した。